# Omaima Sohail
Omaima Sohail (* 11. Juli 1997 in Karachi, Pakistan) ist eine pakistanische Cricketspielerin die seit 2018 für die pakistanischen Nationalmannschaft spielt.

## Kindheit und Ausbildung
Mit 15 Jahren startete sie in der U19-Mannschaft für Karachi im nationalen pakistanischen U19-Wettbewerb. Auch spielte sie für Karachi und andere Mannschaften seit der Saison 2012/13 im nationalen Cricket.

## Aktive Karriere
Für die Nationalmannschaft nominiert wurde sie erstmals für den Women’s Twenty20 Asia Cup 2018, kam dort jedoch nicht zum Einsatz. Ihr internationales Debüt absolvierte sie im WODI auf der Tour in Bangladesch im Oktober 2018, wobei sie mit einem Duck (0 Runs) ausschied. Nach der Serie wurde sie durch ihre Kapitänin Bismah Maroof für ihr Selbstbewusstsein herausgehoben. Kurz darauf wurde sie in den WTwenty20 bei der Tour gegen Australien eingesetzt. Dort gelangen ihr 25 Runs im ersten Spiel und 43 Runs im zweiten. Für diese Leistungen wurde sie am Ende der Serie neben Alyssa Healy als Spielerin der Serie ausgezeichnet. Daraufhin wurde sie für den ICC Women’s World Twenty20 2018 nominiert, wo sie ihre beste Leistung mit 18 Runs beim einzigen Sieg der Mannschaft gegen Irland zeigte. Im Januar 2019 bekam sie ihren ersten zentralen Vertrag vom Verband.
Von da an war sie regelmäßig auf den Touren der Mannschaft vertreten und spielte als Top-Order-Batterin. Auf der Tour gegen Bangladesch im Oktober 2019 konnte sie mit Leistungen von 33 und 31 Runs jeweils großen Anteil am Sieg der WTwenty20-Serie nehmen. Daraufhin spielte sie unter anderem beim ICC Women’s T20 World Cup 2020, konnte dabei jedoch nicht überzeugen. Ihr erstes Half-Century erzielte sie auf der Tour in den West Indies im Juli 2021. Hier gelangen ihr im dritten WODI 62 Runs, als sie eine 82-Runs-Partnerschaft mit Nida Dar aufbaute. Nachdem die Serie verloren war, konnte sie im vierten WODI noch einmal 61 Runs hinzufügen und damit den ersten Sieg der Serie als beste Schlagfrau Pakistans sichern. Im Januar 2022 wurde sie für den Women’s Cricket World Cup 2022 nominiert und konnte dort gegen Südafrika ein Half-Century über 65 Runs erreichen. Bei den Commonwealth Games 2022 in Birmingham erzielte sie unter anderem 23 Runs gegen Australien. Beim Women’s Twenty20 Asia Cup 2022 erreichte sie zunächst drei Wickets (3/19) gegen Malaysia, bevor ihr 5 Wickets für 13 Runs gegen Sri Lanka gelangen. Für letzteres wurde sie als Spielerin des Spiels ausgezeichnet. Beim ICC Women’s T20 World Cup 2023 konnte sie nicht herausstechen.